# Reimenrod
Reimenrod ist ein Stadtteil von Grebenau im mittelhessischen Vogelsbergkreis.

## Geographische Lage
Das Straßendorf liegt von Wald umgeben im Gründchen. Die Kernstadt Grebenau liegt östlich von Reimenrod. Durch den Ort fließt der Reimenröder Bach, dessen Wasser über die Schwarza der Jossa zufließt.

## Ortsgeschichte

### Mittelalter
Der Ort ist eine Rodungssiedlung des späten 12. oder des 13. Jahrhunderts. Die Siedlung wird 1264 erstmals erwähnt: „... villam ... Reynmarod“. Hier wird auch die Organisationsform des Gemeinwesens genannt, nämlich villa. Der Ritter Ludwig von Rumerod, sein Bruder Albert, sein Sohn Richolf und dessen Ehefrau Gisela verkauften am 5. November 1264 dem Kloster Haina für 20 Mark ihr Dorf Reynmarod samt Hörigen und sonstigem Zubehör, alle ihre Güter in Racenberg mit einem Jahresertrag von 14 Schilling und ihre Güter in Lucela mit einem Jahresertrag von 1 Pfund Alsfelder Pfennige und 2 Malter Weizen. Gegen die Rückzahlung der 20 Mark sollen Ludwig das Dorf Reimenrod und die Güter in Ratzenberg für ein Vermächtnis zur Verfügung stehen. In jedem Fall soll das Kloster Leuten in der Alsfelder Gegend, die Ludwig frevelhaft beraubt habe, an seiner statt 30 Pfund Alsfelder Pfennige zahlen.
Ein Kopiar, welches von 1481 datiert, kennt den Ortsnamen „Reymerodt“.
Schließlich heißt es in einer Urkunde von 1527: „... mit allennn de dorffenn ... nemlich ... Vdenhusenn, Eldersdorffe, Reimenradde“.
Der Ortsname lässt sich zurückverfolgen auf den Rufnamen „Reginmar“. Also handelt es sich hier um die „Rodung des Reginmar“.

### Neuzeit
Als der Dreißigjährige Krieg zu Ende war, gab es nur noch sechs Einwohner. Die Kirche war zerstört. Der Rest der Ruine wurde im Jahr 1750 abgebrochen.
Die Statistisch-topographisch-historische Beschreibung des Großherzogthums Hessen berichtet 1830 über Reimenrod:

„Reimerod (L. Bez. Alsfeld) evangel. Filialdorf; liegt 2 St. von Alsfeld, hat 26 Häuser und 175 Einwohner, die evangelisch sind und größtentheils zum Bauernstand gehören.“

Hessische Gebietsreform 1971/72
Zum 31. Dezember 1971 fusionierten im Zuge der Gebietsreform in Hessen die bis dahin eigenständigen Gemeinden Eulersdorf, Reimenrod, Schwarz, Udenhausen und Wallersdorf in die Stadt Grebenau freiwillig zur erweiterten Stadt Grebenau. Am 1. August 1972 wurden kraft Landesgesetz die Gemeinden Bieben mit Merlos nach Grenau eingemeindet. Für alle eingegliederten Gemeinden und die Kernstadt wurde je ein Ortsbezirke nach der Hessischen Gemeindeordnung errichtet.

### Verwaltungsgeschichte im Überblick
Die folgende Liste zeigt die Staaten und Verwaltungseinheiten, denen Reimenrod angehört(e):
- vor 1567: Heiliges Römisches Reich, Landgrafschaft Hessen, Amt Grebenau
- ab 1567: Heiliges Römisches Reich, Landgrafschaft Hessen-Marburg, Amt Grebenau[15]
- 1604–1648: Heiliges Römisches Reich, strittig zwischen Landgrafschaft Hessen-Darmstadt und Landgrafschaft Hessen-Kassel (Hessenkrieg)[16]
- ab 1604: Heiliges Römisches Reich, Landgrafschaft Hessen-Darmstadt, Amt Grebenau
- 1787:  Heiliges Römisches Reich, Landgrafschaft Hessen-Darmstadt, Oberfürstentum Hessen, Amt Grebenau (Das Amt Grebenau umfasste die Orte Bieben, Eulersdorf, Grebenau, Reimenrod, Udenhausen und Wallershof sowie Merlos.)[17]
- ab 1806: Großherzogtum Hessen,[Anm. 2] Fürstentum Oberhessen, Oberamt Alsfeld, Amt (und ab 1803 Gericht) Grebenau[18][19]
- ab 1812: Großherzogtum Hessen, Regierungsbezirk Gießen, Amt Alsfeld[20]
- ab 1815: Großherzogtum Hessen, Provinz Oberhessen, Amt Alsfeld[21]
- ab 1821: Großherzogtum Hessen, Provinz Oberhessen, Landratsbezirk Romrod[22][Anm. 3]
- ab 1829: Großherzogtum Hessen, Provinz Oberhessen, Landratsbezirk Alsfeld (Amtssitzverlegung)
- ab 1832: Großherzogtum Hessen, Provinz Oberhessen, Kreis Alsfeld
- ab 1848: Großherzogtum Hessen, Regierungsbezirk Alsfeld
- ab 1852: Großherzogtum Hessen, Provinz Oberhessen, Kreis Alsfeld
- ab 1867: Norddeutscher Bund,[Anm. 4] Großherzogtum Hessen, Provinz Oberhessen, Kreis Alsfeld
- ab 1871: Deutsches Reich, Großherzogtum Hessen, Provinz Oberhessen, Kreis Alsfeld
- ab 1918: Deutsches Reich (Weimarer Republik), Volksstaat Hessen, Provinz Oberhessen, Kreis Alsfeld
- ab 1938: Deutsches Reich, Volksstaat Hessen, Landkreis Alsfeld[23][Anm. 5]
- ab 1945: Amerikanische Besatzungszone, Groß-Hessen,[Anm. 6] Regierungsbezirk Darmstadt, Kreis Alsfeld
- ab 1946: Amerikanische Besatzungszone, Land Hessen, Regierungsbezirk Darmstadt, Kreis Alsfeld
- ab 1949: Bundesrepublik Deutschland, Land Hessen, Regierungsbezirk Darmstadt, Kreis Alsfeld
- ab 1972: Bundesrepublik Deutschland, Land Hessen, Regierungsbezirk Darmstadt, Vogelsbergkreis, Gemeinde Grebenau[Anm. 7]
- ab 1981: Bundesrepublik Deutschland, Land Hessen, Regierungsbezirk Gießen, Vogelsbergkreis, Gemeinde Grebenau

### Gerichtszugehörigkeit seit 1803
In der Landgrafschaft Hessen-Darmstadt wurde mit Ausführungsverordnung vom 9. Dezember 1803 das Gerichtswesen neu organisiert. Für die Provinz Oberhessen wurde das Hofgericht Gießen als Gericht der zweiten Instanz eingerichtet. Die Rechtsprechung der ersten Instanz wurde durch die Ämter bzw. Standesherren vorgenommen und somit für Reimenrod durch das Amt Grebenau. Das Hofgericht war für normale bürgerliche Streitsachen Gericht der zweiten Instanz, für standesherrliche Familienrechtssachen und Kriminalfälle die erste Instanz. Übergeordnet war das Oberappellationsgericht Darmstadt.
Mit der Gründung des Großherzogtums Hessen 1806 wurde diese Funktion beibehalten, während die Aufgaben der ersten Instanz 1821 im Rahmen der Trennung von Rechtsprechung und Verwaltung auf die neu geschaffenen Landgerichte übergingen. „Landgericht Alsfeld“ war daher von 1821 bis 1879 die Bezeichnung für das erstinstanzliche Gericht in Alsfeld, das heutige Amtsgericht, das für Reimenrod zuständig war.
Anlässlich der Einführung des Gerichtsverfassungsgesetzes mit Wirkung vom 1. Oktober 1879, infolge derer die bisherigen großherzoglich hessischen Landgerichte durch Amtsgerichte an gleicher Stelle ersetzt wurden, während die neu geschaffenen Landgerichte nun als Obergerichte fungierten, kam es zur Umbenennung in Amtsgericht Alsfeld und Zuteilung zum Bezirk des Landgerichts Gießen. In der Bundesrepublik Deutschland sind die übergeordneten Instanzen das Landgericht Gießen, das Oberlandesgericht Frankfurt am Main sowie der Bundesgerichtshof als letzte Instanz.

## Bevölkerung

### Einwohnerstruktur 2011
Nach den Erhebungen des Zensus 2011 lebten am Stichtag dem 9. Mai 2011 in Reimenrod 111 Einwohner. Darunter waren 3 (2,7 %) Ausländer.
Nach dem Lebensalter waren 12 Einwohner unter 18 Jahren, 41 zwischen 18 und 49, 27 zwischen 50 und 64 und 30 Einwohner waren älter.
Die Einwohner lebten in 48 Haushalten. Davon waren 9 Singlehaushalte, 21 Paare ohne Kinder und 12 Paare mit Kindern, sowie 3 Alleinerziehende und keine Wohngemeinschaften. In 9 Haushalten lebten ausschließlich Senioren und in 27 Haushaltungen lebten keine Senioren.

### Einwohnerentwicklung
| • 1791: | 110 Einwohner                      |
| • 1800: | 131 Einwohner                      |
| • 1806: | 139 Einwohner, 21 Häuser           |
| • 1829: | 175 Einwohner, 26 Häuser           |
| • 1867: | 176 Einwohner, 25 bewohnte Gebäude |
| • 1875: | 147 Einwohner, 25 bewohnte Gebäude |

| Reimenrod: Einwohnerzahlen von 1791 bis 2011 | Reimenrod: Einwohnerzahlen von 1791 bis 2011 | Reimenrod: Einwohnerzahlen von 1791 bis 2011 | Reimenrod: Einwohnerzahlen von 1791 bis 2011 | Reimenrod: Einwohnerzahlen von 1791 bis 2011 |
| --- | -------------------------------------------- | -------------------------------------------- | -------------------------------------------- | -------------------------------------------- |
| Jahr |                                              |                                              |                                              | Einwohner                                    |
| 1791 | 1791                                         |                                              | 110                                          | 110                                          |
| 1800 | 1800                                         |                                              | 131                                          | 131                                          |
| 1806 | 1806                                         |                                              | 139                                          | 139                                          |
| 1829 | 1829                                         |                                              | 175                                          | 175                                          |
| 1834 | 1834                                         |                                              | 158                                          | 158                                          |
| 1840 | 1840                                         |                                              | 170                                          | 170                                          |
| 1846 | 1846                                         |                                              | 164                                          | 164                                          |
| 1852 | 1852                                         |                                              | 178                                          | 178                                          |
| 1858 | 1858                                         |                                              | 167                                          | 167                                          |
| 1864 | 1864                                         |                                              | 173                                          | 173                                          |
| 1871 | 1871                                         |                                              | 149                                          | 149                                          |
| 1875 | 1875                                         |                                              | 147                                          | 147                                          |
| 1885 | 1885                                         |                                              | 121                                          | 121                                          |
| 1895 | 1895                                         |                                              | 125                                          | 125                                          |
| 1905 | 1905                                         |                                              | 148                                          | 148                                          |
| 1910 | 1910                                         |                                              | 136                                          | 136                                          |
| 1925 | 1925                                         |                                              | 136                                          | 136                                          |
| 1939 | 1939                                         |                                              | 136                                          | 136                                          |
| 1946 | 1946                                         |                                              | 195                                          | 195                                          |
| 1950 | 1950                                         |                                              | 194                                          | 194                                          |
| 1956 | 1956                                         |                                              | 184                                          | 184                                          |
| 1961 | 1961                                         |                                              | 170                                          | 170                                          |
| 1967 | 1967                                         |                                              | 166                                          | 166                                          |
| 1970 | 1970                                         |                                              | 162                                          | 162                                          |
| 1980 | 1980                                         |                                              | ?                                            | ?                                            |
| 1990 | 1990                                         |                                              | ?                                            | ?                                            |
| 2000 | 2000                                         |                                              | ?                                            | ?                                            |
| 2011 | 2011                                         |                                              | 111                                          | 111                                          |
| Datenquelle: Historisches Gemeindeverzeichnis für Hessen: Die Bevölkerung der Gemeinden 1834 bis 1967. Wiesbaden: Hessisches Statistisches Landesamt, 1968. Weitere Quellen: ; Zensus 2011 |                                              |                                              |                                              |                                              |

### Religionszugehörigkeit
| • 1829: | 175 evangelische (= 100 %) Einwohner                              |
| • 1961: | 149 evangelische (= 87,65 %), 15 katholische (= 8,82 %) Einwohner |

## Politik
Für Reimenrod besteht ein Ortsbezirk (Gebiete der ehemaligen Gemeinde Reimenrod) mit Ortsbeirat und Ortsvorsteher nach der Hessischen Gemeindeordnung.
Der Ortsbeirat besteht aus fünf Mitgliedern. Bei den Kommunalwahlen in Hessen 2021 betrug die Wahlbeteiligung zum Ortsbeirat 90,65 %. Alle Mitglieder gehören der „Freiwilligen Wählergruppe Reimenrod“ an.
Der Ortsbeirat wählte Gerhard Agel zum Ortsvorsteher.